# Il razzismo spiegato a mia figlia
Il razzismo spiegato a mia figlia  è un saggio scritto in forma di dialogo domanda-risposta dallo scrittore franco-marocchino Tahar Ben Jelloun. Il libro è stato pubblicato nel 1998 ed è stato tradotto in oltre 25 lingue. Ben Jelloun è convinto della possibilità e del dovere di educare i giovani ai valori del rispetto e della tolleranza. 

## Sintesi
Il saggio è strutturato nella forma di un dialogo tra l'autore e la figlia di circa dieci anni. Si tratta di domande che la bambina rivolge al padre per cercare di chiarire a se stessa il significato della parola razzismo. 
L'opera è stata scritta nel 1998 poco dopo la manifestazione contro il progetto di legge Debré, tenutasi in Francia il 22 febbraio 1997.
La legge, approvata il 24 aprile 1997, ha permesso la confisca del passaporto a stranieri irregolari e ha autorizzato la registrazione delle impronte digitali di chi richiede un permesso di soggiorno.
Alla manifestazione l'autore ha partecipato con la figlia di dieci anni, Mérième, la quale, colpita dagli slogan e dalle sfilate di protesta, ha cominciato a porre al padre domande sul razzismo. Queste domande sono state lo stimolo per la stesura del saggio scritto sotto forma di dialogo tra padre e figlia. La scelta del dialogo è dettata dalla necessità di rendere più semplice e immediata la comprensione di un argomento così difficile. Infatti destinatari del saggio sono ragazzi tra gli otto e i quindici anni, pur essendo una lettura istruttiva per tutti. La finalità è soprattutto pedagogica.
La prima definizione fornita dallo scrittore è quella di razzismo che è la tendenza a manifestare diffidenza e disprezzo per le persone che hanno caratteristiche fisiche e culturali diverse dalle nostre. Pertanto il razzista è colui che pensa che tutto ciò che è troppo differente da lui lo minacci nella sua tranquillità: ha paura dello straniero senza una ragione valida. In particolare il razzista ha paura di uno straniero, soprattutto se è più povero di lui: non teme infatti l'emiro arabo che trascorre le vacanze in Costa Azzurra perché in tal caso ha stima del ricco che è andato lì a spendere soldi. Il razzismo è un comportamento istintivo: l'uomo, come gli animali, tende a demarcare il suo territorio, la sua terra, i suoi beni e solo con l'intervento della ragione e soprattutto attraverso l'educazione e la cultura impara a vivere insieme e si convince che non è solo al mondo e che esistono vari modi di vivere e culture tutte ugualmente valide. Tuttavia l'uomo, a differenza degli animali, spesso ha pregiudizi e tende a giudicare gli altri prima di conoscerli e questo provoca atteggiamenti razzisti. Il razzismo non ha alcuna base scientifica, ma gli uomini nel corso della storia hanno provato a servirsi della scienza per giustificare forme di discriminazione. Così hanno cominciato a considerare di livello più basso alcuni gruppi umani, come è accaduto ai neri dell'Africa, agli aborigeni australiani e agli indiani d'America che tra XVIII e XIX secolo sono stati considerati inferiori in base ad una presunta e infondata superiorità della razza bianca. Il razzista, nel momento in cui discrimina le persone diverse, non considera che una società multirazziale è sempre una fonte di arricchimento personale. Costui per giustificare le proprie azioni tira in ballo anche le religioni.
L'autore sottolinea, però, che le religioni non sono razziste. Sono i fondamentalisti, i fanatici religiosi che le fanno diventare tali nel momento in cui interpretano a modo loro i testi sacri e sono pronti ad uccidere e a sacrificare se stessi, morendo per quello che credono essere un comandamento divino. Invece tutti i libri sacri sono contro il razzismo perché tutte le religioni predicano la pace tra gli uomini. L'autore Tahar Ben Jelloun tratta anche argomenti riguardanti lo sterminio, ossia la volontà di far sparire in modo radicale e definitivo un'intera comunità. Questo è accaduto durante la Seconda guerra mondiale, quando Adolf Hitler, capo della Germania nazista,  ha deciso di sterminare gli ebrei, compiendo un vero e proprio genocidio. A questo tipo di razzismo si dà il nome di antisemitismo ed è rivolto contro gli ebrei considerati “razza negativa”. La forma più diffusa di razzismo, però, rimane quella contro i neri, comportamento questo che veniva ampiamente giustificato dalle grandi potenze negli anni del colonialismo. Oggi le lotte per i loro diritti, nonostante l'assassinio a Memphis nel 1968 di Martin Luther King, un uomo che si è battuto per l'uguaglianza tra bianchi e neri, non è ancor finita.
Quindi la lotta contro il razzismo deve essere un interesse quotidiano ed essa deve cominciare nei luoghi deputati all'educazione come la scuola, la famiglia e la casa.-_-
ì

## Edizioni
- Tahar Ben Jelloun, Il razzismo spiegato a mia figlia, traduzione di Greta Agostinelli e Giulia Raffaeli, Bompiani, 2005,  p. 62, ISBN 88-452-4002-9.